# Roberto Casaux
Roberto Casaux, cuyo verdadero nombre era Roberto de Cazaubon, fue un actor de teatro argentino, se destacó por su representación de personajes cómicos. Filmó además algunas películas mudas.

## Primeros pasos en la actuación
Era hijo de los inmigrantes Ana Serín y Enrique Francisco de Cazaubón, nacidos en el pueblo de Argelos, en los Pirineos Atlánticos franceses. De niño llamaba la atención por sus dotes para las imitaciones de sonidos cotidianos: el teléfono, el arranque del automóvil, el tranvía marchando por la vía, las rayaduras del disco en el gramófono, los gritos de los animales y la forma de hablar de los inmigrantes que por esa época llegaban a Buenos Aires desde todos los lugares del mundo. Ya mayor, con José Razzano,  su amigo y compañero de estudios de canto con el maestro Canavés, encararon un proyecto artístico: con el costo de 1 peso cada uno, hacen el viaje a Montevideo en el vapor Colombia, de la compañía Lambruschini y durante la travesía Razzano cantaba piezas criollas acompañándose de su guitarra y entre canción y canción dialogaba con Casaux, quien va imitando sucesivamente a un alemán, un francés, un italiano, un vasco, lo que les permite hacer una abundante cosecha de monedas cuando pasan el plato entre los concurrentes, vivir varios días en Montevideo con lo producido y regresar a casa con un excedente.
El padre de Casaux, que era un comerciante con muchas relaciones en el ámbito de los negocios bursátiles, hace que en 1905 su hijo ingrese a trabajar como dependientes en una armería y luego en el Banco Francés, lo que hace que sus actuaciones con Razzano fueran más esporádicas. Admirador del actor Florencio Parravicini, llegó a frecuentar su camarín del teatro Argentino donde concurrían personas del ambiente artísticos. El autor Enrique García Velloso, también asiduo concurrente a esas reuniones, lo recordaba en estos términos:

”Cuando lo conocimos, el porvenir hablaba para él, y su destino de actor se anunciaba en las apariciones furtivas que solía hacer por las noches en el Argentino. No tenía ni la extravagancia exterior, ni el adorno de la parla estrepitosa y vivaz. Era un visitante témido, casi silencioso, todo ojos, todo oídos, que parecía vivir en el constnte asombro que le producía ese mundo de la ficción teatral, tan diverso del otro de realidades matemáticas y de responsabilidades morales, donde pasaba sus tardes de empledo bancario. En la peña del café nocheriego nos reveló, de pronto, con una simplicidad de adolescente en recreo escolar, sus habilidades maravillosas de imitador fónico, sin otras ulterioridades que las de divertir  los contertulios. Y el visitante, hasta ese momento silencioso azuzado por aquel éxito definitivo, al descubrirse ante nosotros, se descubrió a sí mismo; y sin la previa consulta de sus intereses, jugó la tranquila y metódica situación burocrática, y su timidez, transfigurada momentáneamente en fe sin vacilaciones, lo empujó hacia el escenario de un teatro”

## Debut en el teatro

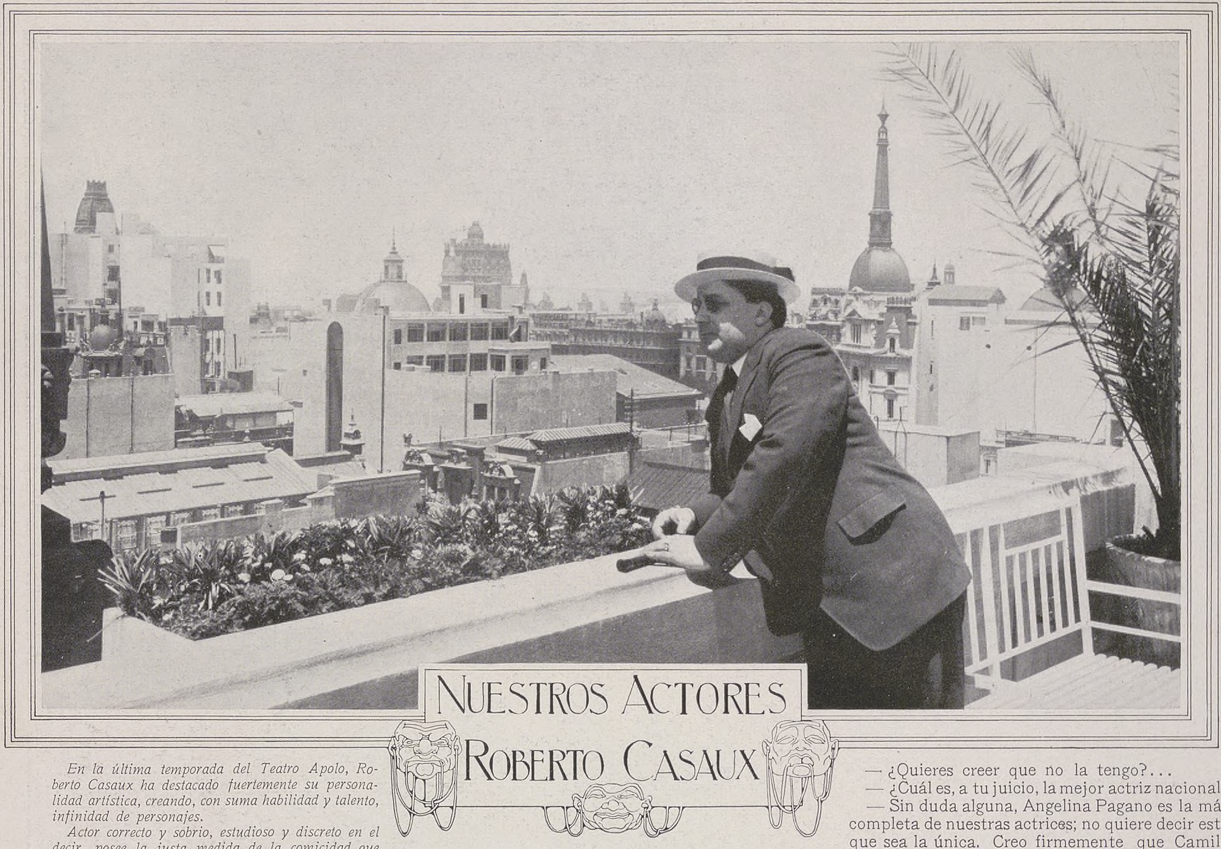
Roberto Casaux en la revista Plus Ultra de marzo de 1916.

Hacia fines de 1909 Florencio Parravicini se separó de la compañía que formaba con Luis Vittone, Salvador Rosich y otros actores y se marchó a Montevideo. Vittone, no sabiendo a quien dar el papel de un francés en la obra Julián Giménez, de Abdón Arózteguy, que ponía en el Teatro Nacional, se lo ofreció a Casaux pues el conocer ese idioma le facilitaba la tarea. Aceptó, lo estudió bien y después de sólo un ensayo salió a escena donde obtuvo un éxito completo reflejado al día siguiente en los periódicos. Enterado del suceso, Parravicini de inmediato lo contrató y Casaux debutó con aquel el 15 de marzo de 1910 con tres obras: La gringa alegre, de Telémaco Contastábile; Anastasio el Pollo, de Eugenio Gerardo López y Cuadro N° 3 (Departamento Central de Policía) , de Ricardo Cappemberg. Hasta 1913 fue la segunda figura de la compañía y, entre otras obras en las que actuó, se recuerdan Los provincianos de Alberto Novión, en el personaje de Sofonías y El tango en París, de García Velloso, donde encarnó al francés Chantilly. 
Como le era característico, Parravicini en esas actuaciones no se ceñía estrictamente al libreto y con sus salidas pretendía, sin lograrlo, desorientar al novel actor que en tal forma va adquiriendo dominio del escenario. En 1915 Casaux, que tenía la ambición de trabajar en grandes obras, ingresó en la compañía que encabezaban Angelina Pagano y Francisco Ducasse que actuaba en el Teatro Apolo dirigida por Joaquín de Vedia; este último reconoció los méritos de Casaux y se convirtió en su certero guía. Encarnó allí a personajes cómicos definidos, como al inglés de El halcón, de José León Pagano, al vasco de Las de Sarrasqueta, de Juan José Pellerano, al provinciano de Las curas milagrosas, de Diego Ortiz Grognet. Con Vedia pudo desarrollar sus condiciones para evaluar las obras dramáticas, estudiar los papeles –principalmente personajes de otras nacionalidades- y lograr la composición adecuada. Cuando estaban representando La dote, de Alfredo Duhau, y ensayando Los cimientos de la dicha, de Emilio Berisso (dramaturgo, 1878-1922), Pagano y Ducasse se enteran de que la actriz no tendría un gran papel en la próxima obra a preparar, por lo que dejan la compañía.

## Con su propia compañía
Casaux se quedó junto a  Rosich y Arseno Mary y el nuevo rubro después de debutar con aquella pieza puso en escena pocos días después El distinguido caballero, de José Antonio Saldías y Raúl Casariego, que significó la consagración de Casaux.
Además de quienes encabezaban el rubro, actuaban en la nueva compañía Pierina Dealessi, Esperanza Palomero, Enrique Serrano, Felisa Mary, Domingo Sapelli, Amalia Bernabé y César Ratti. Durante 1916 estrenaron, entre otras obras, El movimiento continuo, de Armando Discépolo y Rafael José De Rosa, Sancho Panza en el gobierno, de Matías Calandrelli,  La casa de las Morales, de Roberto Lino Cayol, Como flor de camalote, de Otto Miguel Cione, Cosas de América, de Adolfo Cortinas, Nuestras dueñas, de Roberto Gache, El señor juez, de Delio Morales, La quimera de un romántico, de Adolfo Mujica y Los vegetarianos, de Diego Ortiz Grognet.
En 1917 Salvador Rosich se separa de la compañía y el 16 de marzo estrenan Río revuelto, de José Valliera y Armando Lázaro, pieza en la cual Casaux forma pareja artística con Lola Membrives, que debutaba en la escena local. Ese año presentaron, entre otras obras, El novio de Martina, de Camilo Darthés y Carlos S. Damel, El caballo de Bastos, de José Antonio Saldías, La rueda de los inútiles, de Cayol, La ínsula de don Felino, de Arturo Lorusso, La humilde quimera, de Vicente Martínez Cuitiño y  La familia de mi sastre, de Federico Mertens.
Cuando en 1917 Casaux tuvo a su cargo por primera vez a un personaje de origen alemán, el profesor Regemburg en la pieza Instituto internacional de señoritas, de García Velloso, tomó lecciones de aquel idioma para mejorar su fonética. El éxito de su representación en la crítica y el público hizo que otros autores escribieran comedias con personajes de ese tipo y fue así que Casaux estrenó El profesor Muller (1919) y Kolosal (1920), de Ricardo Hicken, El origen del hombre (1923) de Arturo Cancela, El amigo Krauss (1922), de Alejandro E. Berruti, La fórmula Kaddembach (1925]], de Federico Mertens y Josué Quesada, La familia Pickaerpach (1927) de Federico Mertens y Mi amigo el diablo (1928) de Francisco Collazo y Tito Insausti.  
En 1918 Casaux estrenó Las termas de Colo-Colo, de García Velloso, donde personificó al noble español Ramiro Velazco. Otro papel que le brindó satisfacciones en la crítica fue el Moisés Ravinowiski de la obra La Bengalí, del mismo autor.

## Valoración
El crítico Alfredo de la Guardia escribió sobre Casaux:

«Sus días y sus obras, exactamente concordantes, fueron una representación –en cierta medida, en ciertos planos- de las expresiones, del estilo, de los modos –y aun de las modas...- de algunos años: postrimerías del pasao siglo y comienzos del presente (siglo XX), de lo que fue, también para nuestro país, su belle époque. Su larga producción se distingue por el don natural de la inspiración espontánea, la inventiva vertiginosa, la verve sin tregua, la levedad técnica, la versatilidad ágil y cautivante por simpatía y comunicación.»

## Filmografía
Actor
- América (1917)
- El movimiento continuo (1916)
- El fusilamiento de Dorrego (1908)